# Wollerscheider Wiesen
Das Naturschutzgebiet Wollerscheider Wiesen liegt im Gemeindegebiet Simmerath westlich von Lammersdorf.

## Schutzzweck
Der Zweck ist die Entwicklung einer Pufferzone für die Naturschutzgebiete Wollerscheider Venn und Wollerscheider Wald und weiter eines Biotopverbundes zum Naturschutzgebiet Kämpchen parallel zum Waldrand.